# 不确定性降低理论
不確定性降低理論（英語：uncertainty reduction theory），又称初始互动理论（英語：initial interaction theory）。是一种源自后实证主义传统的传播理论。由查尔斯·伯格和理查德·卡拉布雷斯于1975年提出，
不确定性降低理论是少数专门研究人与人正式交流前初始互动的傳播理論之一。该理论的提出者在构建该理论时的主要目标是解释在陌生人第一次互动时如何通过交流来降低彼此之间的不确定性。伯格将其定义为“对他人的个性和特征有更多了解，从而更准确地预测未来的互动结果”。该理论认为，人们在降低不确定性时会经历两个过程。第一种是前瞻性过程，关注对方可能的行为；第二种是回溯性过程，关注人们如何解读对方的言行。该理论的核心观点是：人们需要通过获取他人的信息来降低不确定性，而这种需求是普遍存在的。然而，尽管该理论认为沟通有助于减少不确定性，但这一观点并非绝对。伊利诺伊大学的戴尔·E·布雷舍斯博士指出，在某些情况下，更多的沟通反而可能会加剧不确定性。
伯格和卡拉布雷斯通过一系列公理阐述了他们核心概念“不确定性”与人际关系发展中七个关键变量之间的关联，并据此推导出多个定理。该理论将不确定性分为两类：认知不确定性和行为不确定性。人们在获取他人信息时可能采取三种策略：消极策略、积极策略和互动策略。此外，陌生人之间的初次互动可分为三个阶段：初识阶段、关系深化阶段和结束阶段。根据不确定性降低理论，人们在面对人际关系中的不确定性时会感到不安，因此会通过人际沟通来降低这种不确定性。

## 假设
不确定性降低理论有七个相关的假设：
- 人们在与他人的交往中会体验到不确定性。
- 不确定性是一种令人不悦的状态，会产生认知压力。
- 当陌生人见面时，他们的主要关注点是减少不确定性或增加可预测性。
- 人际沟通是一个在不同阶段逐步发展的过程。
- 人际沟通是降低不确定性的主要手段。
- 人们分享的信息的数量和性质可能会随着时间的推移而改变。
- 像预测规律一样预测人们的行为是可能的。

## 不确定性的类型
根据该理论，人们可能会经历认知不确定性和行为不确定性。这两种不确定性在两个人初次见面时可能都会发生。

### 认知不确定性
认知不确定性是指对他人信念和思想的不了解。它与双方在特定情境下的认知（信念和态度）相关的不确定性程度有关。在初次互动中，由于个体不了解对方的信念和态度，因此不确定性较高。举个例子，当某人对另一个人的行为感到疑惑时，可能会产生一些问题，从而产生不确定感。认知不确定性的一个例子是，你不确定一个笑话是否会让对方觉得有趣或不合适，因此你犹豫是否应该把这个笑话将给对方。

### 行为不确定性
行为不确定性是指对他人行为的不了解。它与“在特定情境中行为的可预测性”有关。不确定性是大多数社会中采取规范的原因之一，人在这些社会中通常会遵守这些规范。如果在初次对话时选择忽视这些规范，就会增加行为不确定性的风险，并减少未来互动的机会。一个典型的例子就是在互动时进行不恰当的自我揭露，这种行为违背了社会规范。

## 公理和定理
伯格和卡拉布雷斯基于先前的研究和常识，提出了一系列公理，以阐明他们的核心概念“不确定性”与人际关系发展中的七个关键变量之间的关系，这七个关键变量包括语言沟通、非語言溝通、资讯寻求、亲密度、互惠性、相似性和好感度。不确定性减少理论通过运用科学方法和演绎推理得出结论。这里的“公理”指的是没有经过证明但通常被广泛接受的陈述。公理作为理论构建的基础，虽然无法证明，但被认为是合理的前提。根据美国社会学家小休伯特·摩斯·布列拉克的定义，“公理是关于变量之间关系的陈述或命题，这些关系被假设为真实的。”（Blalock, 1969）。这些公理也可以用来引导讨论，期望通过不同的公理让不确定性得到整体的减少。这一部分的理论展示了伯格和卡拉布雷斯所采用的实证主义方法。该方法“倡导使用自然科学的研究方法，目标是构建解释人类互动的一般规律”。

### 公理
- 公理1：言语沟通：在初始阶段，不确定性较高时，陌生人之间的言语沟通量增加将导致彼此关系中的不确定性水平降低。随着不确定性的进一步减少，言语沟通量也会相应增加[2]。随着不确定性减少，双方的沟通不仅会变得更加频繁，交谈内容也会更加有趣，因为个体们会逐渐更好地了解对方[15]。伯格在其近期研究中指出，适度的言语沟通至关重要，过多的言语沟通反而可能导致对方主动寻求更多信息[2]。
- 公理2：非言语亲和表达/温暖：非言语亲和表达/温暖：非言语亲和表达包括眼神接触、点头、手臂动作以及互动者之间的身体距离（亲密度）[16]。在初次互动中，非言语亲和表达的增加将降低不确定性水平。同时，随着不确定性水平的降低，非言语亲和表达也会增加[2]。
- 公理3：信息寻求：在初次互动时，互动者通常会提出问题，且这些问题可能只需要简短的回答，例如询问对方的职业、家乡或曾居住的地方等[17]。如果某一方对彼此间的互动依然感到不确定，那么另一方通常会分享较少的敏感或个人的信息[18]。较高的不确定性会促使信息寻求行为的增加，而随着不确定性降低，信息寻求的行为也会随之减少[2]。
- 公理4：沟通内容的亲密度：高不确定性会导致沟通内容的亲密度降低，而低不确定性则会提升沟通的亲密度[2]。例如，在初次互动中，沟通内容往往涉及低亲密度的信息，如人口统计数据，而非高亲密度的内容，如个人态度和观点[17]。
- 公理5：互惠性：互惠性指的是互动者期望对方分享类似信息的程度，即当某人分享了信息时，另一方也会分享类似内容[19]。高不确定性会导致频繁的互惠行为，而低不确定性则会导致较少的互惠行为[2]。伯格和卡拉布雷斯认为，减少彼此不确定性的最简单方式是以相同的速度交换相似的信息，随着不确定性的减少，双方对称交换信息的需求也会随之降低[17]。
- 公理6：相似性：人们之间的相似性能够减少不确定性，而差异性则会增加不确定性[2]。人与人之间的差异性会导致不确定性增加，因为随着差异性的增加，人们对他人行为的解释可能变得更多样，从而出现更多不同的解释方式[17]。共享相似的兴趣可以涉及多个话题，包括个人事务，如观点等[20]。
- 公理7：好感度：不确定性水平的提高会导致好感度的降低，而不确定性水平的降低则会提高好感度[2]。一些理论家提供的证据表明，相似性与好感度之间存在正向关系。通常认为，如果交谈双方彼此有积极的感觉，那么整体的不确定性水平会大大降低，且双方的交流次数也会显著增加[20]。根据公理6，人们倾向于寻找与自己相似的人以减少不确定性，这种选择倾向通常会增进互动双方的好感[17]。

根据进一步的研究，理论中增加了两个额外的公理，第8个公理由伯格和古迪昆斯特于1991年提出，第9个公理由纽利普和格罗斯科普夫于2000年提出：
- 公理8：共享网络：共享的沟通网络有助于减少不确定性，而缺乏共享网络则会增加不确定性。这个公理源自伯格和威廉·B·古迪昆斯特于1991年进行的研究，该研究探讨了关系发展到初始阶段后的情况[2]。
- 公理9：沟通满意度：不确定性与沟通满意度之间存在反向关系。沟通满意度反映了个体在沟通过程中对沟通目标是否实现以及期望是否得到满足的情绪反应。詹姆斯·纽利普和埃里卡·格罗斯科普夫在2000年提出了这一公理，这一公理十分重要，因为它将不确定性与沟通结果相关的具体因素联系了起来[2]。

凯西·凯勒曼和罗德尼·雷诺兹研究了促使人们减少不确定性的因素，包括目标行为的偏离性和激励价值。根据他们的研究，提出了两个额外的公理：
- 公理：随着目标行为偏离性增加，不确定性水平会提高。
- 公理：目标的激励价值越大，个体的不确定性水平越低。

随着理论在其他领域的扩展，学者们也提出了更多附加公理。例如，西奥多·阿夫季吉在对已婚夫妇的研究中得出的结论可以视作一个公理：“……随着配偶之间的不确定性减少，他们在情感和社会支持方面的反馈也随之增加。”

### 定理
伯格和卡拉布雷斯根据他们最初的七个公理演绎出了以下定理：
- 言语沟通与非言语亲和性表现、亲密程度、相似性和好感度呈正相关，而与信息寻求和互惠性呈负相关。
- 非言语亲和性表现与言语沟通、亲密程度、相似性和好感度呈正相关，而与信息寻求和互惠性呈负相关。
- 信息寻求与互惠性呈正相关，而与言语沟通、非言语亲和性表现、亲密程度、相似性和好感度呈负相关。
- 亲密程度与言语沟通、非言语亲和性表现、相似性和好感度呈正相关，而与信息寻求和互惠性呈负相关。
- 互惠性与信息寻求呈正相关，而与言语沟通、非言语亲和性表现、亲密程度、相似性和好感度呈负相关。
- 相似性与言语沟通、非言语亲和性表现、亲密程度和好感度呈正相关，而与信息寻求和互惠性呈负相关。
- 好感度与言语沟通、非言语亲和性表现、亲密程度和相似性呈正相关，而与信息寻求和互惠性呈负相关。

整体来看，这些定理为分析和预测了解一个人的过程提供了框架。
表格：不确定性降低理论定理
|                  | 言语沟通 | 非言语亲和性表现 | 信息寻求 | 亲密程度 | 互惠性 | 相似性 | 好感度 |
| 言语沟通         |          | +                | -        | +        | -      | +      | +      |
| 非言语亲和性表现 | +        |                  | -        | +        | -      | +      | +      |
| 信息寻求         | -        | -                |          | -        | +      | -      | -      |
| 亲密程度         | +        | +                | -        |          | -      | +      | +      |
| 互惠性           | -        | -                | +        | -        |        | -      | -      |
| 相似性           | +        | +                | -        | +        | -      |        | +      |
| 好感度           | +        | +                | -        | +        | -      | +      |        |

## 降低不确定性的类型
根据伯格和卡拉布雷斯的观点，不确定性降低有两种类型，每种类型的过程不同。基于这两种类型的区别，他们认为在人际沟通行为中至少有两种不同的作用。首先，沟通行为本身是我们试图预测和解释的内容。其次，沟通行为是我们用来预测和解释他人反应的关键。

### 主动的不确定性减少
主动的不确定性减少指的是在互动之前预测对方可能会采取的行为，这是一种战略性的沟通规划。在初次见面时，人们会根据之前获得的陈述、观察或信息，预测对方可能希望听到的内容。然而，初次互动过后情况会发生变化，交流内容的深入程度、非言语的交流方式以及沟通者之间的互惠性都会有所调整。

### 事后的不确定性减少
事后不确定性减少是指个体在与他人互动之后对互动过程中他人的情况进行分析，即解释他人的行为并分析他人为何做出该行为。例如，如果一名老师看到自己的学生在课堂上回答问题时声音颤抖，老师可能会推测这位学生在面对提问时会感到紧张。

## 人际关系的发展阶段
伯格和卡拉布雷斯将陌生人之间的初次互动划分为三个阶段：初识阶段、关系深化阶段和结束阶段。每个阶段都包括一些互动行为，这些行为作为喜好和不喜好的指示符。了解人际关系发展的周期是研究人们如何寻求减少对他人的不确定性的关键。
- 初识阶段：人际关系发展的进入阶段以行为规范为特点。这意味着个体在开始互动时会遵循一些隐性和显性的行为规范，例如礼貌地问候对方或在对方开玩笑时表现出轻松的笑容，人们通常会通过类似的交流方式来获取对方的基本信息。互动的内容往往会受到文化背景的影响。随着陌生人之间的互动进入第二阶段，彼此的参与程度将会增加[17]。
- 关系深化阶段：这一阶段开始出现在陌生人开始探索彼此的态度和信念的时候。双方通常在经过几次进入阶段的互动后会进入这一阶段。在这一阶段中，人们会探询对方的价值观、道德观和个人问题。随着信息披露的增加，情绪的投入也往往会增加[17]。
- 结束阶段：当双方的互动进入这一阶段时，他们将决定是否继续发展关系。如果双方没有建立起相互的好感，任何一方都可以选择不再继续将这段关系进展下去[17]。

例如：罗布·格雷斯和Jason Chew Kit Tham在文章《将不确定性减少理论应用于危机沟通：技术传播者的指南》中讨论了COVID-19大流行期间市政府官员与市民进行危机沟通的三个阶段。在第一阶段，市政府官员通过增加危机沟通的频率，每周召开五场新闻发布会，解释近期发生的事件，并为市民提供相应的信息资源。在第二阶段，官员们通过在市政府官网上增设常见问题解答板块和COVID-19信息面板，并在八场新闻发布会及市议会会议中回答市民提出的问题，以此来关注市民的需求以及市民在疫情期间的经历。在最后阶段，官员们举办了两场新闻发布会，详细说明了在分阶段重新开放过程中州政府和地方政府官员各自承担的职责和扮演的角色。

## 进一步阅读
- Deyo, Jessica; Walt, Price; Davis, Leah. . Qualitative Research Reports in Communication. January 2011, 12 (1): 71–78. S2CID 144715754. doi:10.1080/17459435.2011.601527.
- Booth-Butterfield, Melanie; Booth-Butterfield, Steven; Koester, Jolene. . Communication Research Reports. December 1988, 5 (2): 146–153. doi:10.1080/08824098809359816.
- Ramirez, Artemio. . Western Journal of Communication. 4 August 2009, 73 (3): 300–325. S2CID 143896867. doi:10.1080/10570310903082040.
- Witt, Paul L.; Behnke, Ralph R. . Communication Education. April 2006, 55 (2): 167–177. S2CID 144665946. doi:10.1080/03634520600566074.
- Gudykunst, William B.; Shapiro, Robin B. . International Journal of Intercultural Relations. 1996, 20 (1): 19–45. doi:10.1016/0147-1767(96)00037-5.
- Goldsmith, Daena J. . Journal of Communication. 1 September 2001, 51 (3): 514–533. doi:10.1111/j.1460-2466.2001.tb02894.x.
- Sunnafrank, Michael. . Human Communication Research. September 1986, 13 (1): 3–33. doi:10.1111/j.1468-2958.1986.tb00092.x.
- Gudykunst, William B.; Yang, Seung-Mock; Nishida, Tsukasa. . Human Communication Research. March 1985, 11 (3): 407–454. doi:10.1111/j.1468-2958.1985.tb00054.x.
- Bradac, James J. . Journal of Communication. 1 September 2001, 51 (3): 456–476. doi:10.1111/j.1460-2466.2001.tb02891.x.
- Konings, Femke; Sumter, Sindy; Vandenbosch, Laura. . Sexuality & Culture. August 2023, 27 (4): 1328–1351. ISSN 1095-5143. doi:10.1007/s12119-023-10065-3 （英语）.
- Burleson, Brant R.; Mortenson, Steven R. . Communication Research. April 2003, 30 (2): 113–146  [2025-02-03]. ISSN 0093-6502. doi:10.1177/0093650202250873. （原始内容存档于2024-11-13） （英语）.
- Gibbs, Jennifer L.; Ellison, Nicole B.; Lai, Chih-Hui. . Communication Research. February 2011, 38 (1): 70–100  [2025-02-03]. ISSN 0093-6502. doi:10.1177/0093650210377091. （原始内容存档于2024-11-13） （英语）.
- Grace, Rob; Tham, Jason Chew Kit. . Journal of Business and Technical Communication. January 2021, 35 (1): 110–117  [2025-02-03]. ISSN 1050-6519. doi:10.1177/1050651920959188. （原始内容存档于2024-11-13） （英语）.
- Kellermann, Kathy; Reynolds, Rodney. . Human Communication Research. September 1990, 17 (1): 5–75. ISSN 0360-3989. doi:10.1111/j.1468-2958.1990.tb00226.x （英语）.
- Roloff, Michael E.; Miller, Gerald R. (编). . Sage annual reviews of communication research. Newbury Park, Calif: Sage Publications. 1987. ISBN 978-0-8039-2654-7.
- Berger, Charles R.; Calabrese, Richard J. . Human Communication Research. January 1975, 1 (2): 99–112  [2025-02-03]. ISSN 0360-3989. doi:10.1111/j.1468-2958.1975.tb00258.x. （原始内容存档于2024-11-12） （英语）.
- Callero, Peter L.; Berger, Charles R.; Bradac, James J. . Contemporary Sociology. November 1983, 12 (6): 686  [2025-02-03]. JSTOR 2068062. doi:10.2307/2068062. （原始内容存档于2024-11-14）.
- Dervin, Brenda. . Norwood/NJ: ABLEX Publ. Corp. 1982. ISBN 978-0-89391-081-5.
- Duck, Steve (编).  2nd. Chichester, West Sussex, England ; New York: Wiley. 1997. ISBN 978-0-471-95913-7.
- Knobloch, L. K. . Human Communication Research. 2002-04-01, 28 (2): 243–257. ISSN 0360-3989. doi:10.1093/hcr/28.2.243 （英语）.
- Kellermann, Kathy; Reynolds, Rodney. . Human Communication Research. September 1990, 17 (1): 5–75. ISSN 0360-3989. doi:10.1111/j.1468-2958.1990.tb00226.x （英语）.
- Sprecher, Susan; Wenzel, Amy; Harvey, John (编). . Psychology Press. 2018-09-05. ISBN 978-0-429-02051-3. doi:10.4324/9780429020513 （英语）.
- . Human Communication Research. July 2006, 32 (3): 373–374  [2025-02-03]. ISSN 0360-3989. doi:10.1111/j.1468-2958.2006.00280.x. （原始内容存档于2024-11-12） （英语）.
- Gudykunst, William B. (编). . Thousand Oaks, Calif: Sage. 2005. ISBN 978-0-7619-2748-8.
- Grace, Rob; Tham, Jason Chew Kit. . Journal of Business and Technical Communication. January 2021, 35 (1): 110–117  [2025-02-03]. ISSN 1050-6519. doi:10.1177/1050651920959188. （原始内容存档于2024-11-13） （英语）.